# شینیا فوکوماتسو
شینیا فوکوماتسو (انگلیسی: Shinya Fukumatsu; ۳۰ نوامبر ۱۹۵۸ – ) بازیگر، و صداپیشه اهل ژاپن بود.